# Pęklewo
Pęklewo – przysiółek w Polsce położona w województwie warmińsko-mazurskim, w powiecie elbląskim, w gminie Tolkmicko na obszarze Parku Krajobrazowego Wysoczyzny Elbląskiej. Pęklewo leży na trasie linii kolejowej nr 254 – dawnej Kolei Nadzalewowej.
Wieś okręgu sędziego ziemskiego Elbląga w XVII i XVIII wieku. W latach 1975–1998 miejscowość administracyjnie należała do województwa elbląskiego.